# 難読漢字
難読漢字（なんどくかんじ）とは、読み方が熟字訓などであったり、当用漢字外の漢字や国字が入っているために、一般の人にとって読みにくい漢字系の熟語や一字訓の総称。日本では特に一般の日本人にとって読みにくいものを指す。

## 概要
そもそも漢字は数が数万字以上(Unicodeが7万字を収録。詳細は漢字の項参照)あり、また、部品から正確に読みを知ることは困難で、読みも一種類でないことが多いため、学校や一般社会であまり使われない漢字の中には、正しく読むことが難しい文字がある。人によって読めない漢字は一定ではなく、どれだけの人が正しく読めないと難読といえるのか、明確な基準があるわけではないが、少なくとも過半数の人が読める字は難読とは呼べないだろう。また、読める人の比率は時代、流行、通信技術などの要因で常に変わっており、恒久的な基準があるわけでもない。日本では日本漢字能力検定や日本語検定において熟字訓や当て字についての出題がある。
かつては「薔薇（ばら・そうび・しょうび）」「髑髏(どくろ、されこうべ、しゃれこうべ)」なども難読漢字の典型的存在であったが、そうした代表格として頻繁に引用された結果、一般にはこれを難読とはしない姿勢が強まるというパラドックスも生じている。また、もともと漢語を表記するための漢字で和語の熟字訓として読ませているため、難読であるが、中国人にとっては部品をみればおよその音が推測できる形声漢字が使われており、中国語圏では、書くのは煩雑な字であっても難読とはいいづらい。
他にもよく知られた難読字の例としては、画数がとても多い国字である「（たいと）」が挙げられる。これも極めて珍しい苗字であり、かつ一般に使われる文字ではないため、当初は難読に属するものであったが、BTRON仕様OSの「超漢字」が多漢字を使用できることをアピールする目的で看板的にこの文字を使い、一部では非常に知られる文字となった。
中国語においても百姓読みのような部品につられた読み間違いをしやすい漢字、破音字と呼ばれる複数の読みがある漢字、知らない部品から構成されていて読みが想像できないような漢字は難読な漢字ではあるが、多くは「難字」と呼ばれる。

## 日本語における難読漢字の例

### 熟字訓
1. 麪包・麵麭（ぱん）
2. 金字塔（ピラミッド）[2]
3. 田圃（たんぼ）[2]
4. 草鞋（わらじ）[3]
5. 板山葵（いたわさ）[3]
6. 強請（ゆすり）[2]
7. 可惜（あたら）[2]
8. 美人局（つつもたせ）
9. 態態（わざわざ）
10. 山車（だし）
11. 心太（ところてん）
12. 病葉（わくらば）
13. 雪花菜（おから）
14. 四阿（あずまや）
15. 吃逆（しゃっくり）
16. 緊唇（あくち）
17. 灰汁（あく）
18. 不倒翁（おきあがりこぼし）
19. 喫驚・吃驚（びっくり）
20. 白禿瘡・白癬（しらくみ）
21. 上下・甲乙（かるめる）
22. 半銭・寸半（きなか）
23. 瀉腹（くだりばら）
24. 欠唇・兎唇（いぐち）
25. 御手洗団子（みたらしだんご）
26. 成吉思汗（ジンギスカン）
27. 毳毳（けばけば）
28. 鳩尾（みぞおち）
29. 死刑(ころすつみ、しぬるつみ)

### 動物
1. 年魚・香魚・記月魚・銀口魚（あゆ）[2]
2. 吉丁虫（たまむし）[2]
3. 鞋底魚（したびらめ[注釈 1]）[3]
4. 岩魚・嘉魚（いわな）
5. 竜蝨（げんごろう）
6. 小灰蝶（しじみちょう）
7. 金襖子（かじかがえる）
8. 麝香猫（じゃこうねこ）
9. 桃花鳥・朱鷺・紅鶴・鴇（とき）
10. 鴛鴦・鴛・鴦（おしどり）
11. 鯣（するめ）
12. 胡蜂（すずめばち）
13. 八目鰻（やつめうなぎ）
14. 不如帰・沓手鳥・郭公・時鳥・子規・霍公鳥・蜀魂・杜鵑・怨鳥・霍公・杜宇（ほととぎす）
15. 螽斯・蟋蟀（きりぎりす）
16. 椿象（かめむし）
17. 海鞘・老海鼠（ほや）
18. 紅娘・瓢虫（てんとうむし）
19. 紙魚・衣魚・蠧魚（しみ）
20. 海月・水母・水月・石鏡・海蛇・蝦蛇・乍魚・鮓（くらげ）
21. 鸛 (こうのとり)
22. 寒蝉（つくつくぼうし）
23. 蝙蝠（こうもり）
24. 海鼠・土肉・沙蒜（なまこ）
25. 天牛（かみきりむし）
26. 雲丹・海胆（うに）
27. 金亀子（こがねむし）
28. 蛸・章魚・鮹（たこ）
29. 烏賊・柔魚（いか）
30. 鰕・海老（えび）
31. 藁素坊（わらすぼ）
32. 微塵子・水蚤（みじんこ）
33. 雲雀（ひばり）
34. 孑孑、孑（ぼうふら）
35. 鮴（ごり、めばる）[2]
36. 鰹・堅魚・松魚（かつお）
37. 鰖（たかべ）
38. 虱目魚（サバヒー）
39. 啄長魚（だつ）
40. 茅渟（チヌ）
41. 拶雙魚・鯯（さっぱ）
42. 家鴨・䳱（あひる）
43. 信天翁・阿呆鳥・阿房鳥（あほうどり）
44. 四十雀（しじゅうから）
45. 鱵・針魚・細魚・水晶魚・姜公魚（さより）
46. 鯎・石斑魚・鯏（うぐい）
47. 杜夫魚（かくぶつ）
48. 聒聒児（くつわむし）
49. 牛尾魚・鯒・鮲・中尾魚（こち）
50. 豆娘（いととんぼ）
51. 背黄青鸚哥（セキセイインコ）

### 植物
1. 車前草（おおばこ）[2]
2. 蒲公英（たんぽぽ）
3. 紫陽花（あじさい）[2]
4. 紫雲英（れんげそう、げんげ）[2]
5. 辣韭（らっきょう）
6. 李（すもも）
7. 羊歯（しだ）
8. 十六島海苔（ウルップのり）
9. 蘿蔔（だいこん・すずしろ・らふく）
10. 人参・胡蘿蔔・蔘（にんじん）
11. 万寿果（パパイア）
12. 木耳（きくらげ）
13. 牛膝（いのこずち）
14. 大蒜（にんにく）
15. 山毛欅・椈・樗（ぶな）
16. 櫟・椚（くぬぎ）
17. 団栗・皁（どんぐり）
18. 木瓜（ぼけ）
19. 鬱金香（チューリップ）
20. 橄欖（オリーブ・かんらん）
21. 𣑊（やまぶき）
22. 万年青（おもと）
23. 蚕豆・天豆（そらまめ）
24. 刀豆（なたまめ）
25. 檸檬（レモン）
26. 菖蒲（あやめ・しょうぶ）
27. 罌粟（けし）
28. 燕子花・杜若（かきつばた）
29. 萱（わすれぐさ）
30. 菫（すみれ・とりかぶと）
31. 十大功労（ひいらぎなんてん）
32. 十薬（どくだみ）
33. 芫（さつまふじ・ふじもどき）
34. 桾櫏・桾（さるがき）
35. 白梨樹（うらじろのき）
36. 地血（あかね）
37. 海金砂（かにくさ）
38. 百両金（からたちばな）
39. 爵牀（きつねのまご）
40. 野鴉椿（ごんずい）
41. 眉児豆・野豆（いんげんまめ）

### 人物名
1. 素戔嗚尊（すさのおのみこと）
2. 天鈿女命（あまのうずめのみこと）
3. 鸕野讚良皇女（うののさららのひめみこ）
4. 大日本彦耜友尊（おおやまとひこすきとものみこと）
5. 稗田阿礼（ひえだのあれ）
6. 沙翁（シェイクスピア）
7. 伊曽保（イソップ）

### 単位
1. 浬（かいり、ノット）
2. 哩（マイル）
3. 米（メートル）
4. 瓦（グラム）
5. 留（ルーブル）
6. 法（フラン）
7. 仙（セント）
8. 片（ペンス）
9. 節（ノット）
10. 嘝（ブッシェル）
11. 弗（ドル）
12. 呏（ガロン）
13. 瓩（キログラム）
14. 瓲・屯（トン）
15. 立（リットル）
16. 粁（キロメートル）
17. 碼（ヤード）
18. 吋（インチ）
19. 呎（フィート）
20. 頁（ページ）
21. 粍  (ミリメートル)
22. 平米（平方メートル）
23. 碼（ヤード）
24. 陌（ヘクタール）
25. 安、亜、阿（アール）

### 当て字
1. 紐育（ニューヨーク）
2. 維納（ウィーン）
3. 瑞典（スウェーデン）
4. 土耳古（トルコ）
5. 芬蘭（フィンランド）
6. 独逸（ドイツ）
7. 華盛頓（ワシントン）
8. 墨西哥（メキシコ）
9. 瓦斯（ガス）
10. 丁抹（デンマーク）
11. 比律賓（フィリピン）
12. 勃牙利（ブルガリア）
13. 波蘭（ポーランド）
14. 海地（ハイチ）
15. 剣橋（ケンブリッジ）
16. 哥倫比亜（コロンビア）

### 一字の漢字
1. 霰（あられ）
2. 霙（みぞれ）
3. 擽る（くすぐる）
4. 厶る（ござる）
5. 縒い（ふぞろい）
6. 贅な（よけいな）
7. 鏤める（ちりばめる）
8. 鮎[注釈 2]（なまず）[3]
9. 嚏 (くしゃみ、くさめ)
10. 鉞 (まさかり)
11. 霖（ながあめ）
12. 樊（とりかご、まがき、かご）
13. 𤭯（はんぞう）
14. 遖（あっぱれ）
15. 谺（こだま・やまびこ）
16. 鼈（すっぽん）
17. 釦（ぼたん）
18. 瘢（しみ、そばかす、きずあと）
19. 簾（すだれ）
20. 巿（ひざかけ）[注釈 3]
21. 羮（あつもの）
22. 硲（はざま）
23. 諱（いみな）
24. 鉈（なた）
25. 靨（えくぼ）
26. 膾（なます）
27. 醤・醬（ししびしお）
28. 鏃（やじり）
29. 恣・縦・亶・専・肆・宕（ほしいまま）
30. 廟（みたまや）
31. 懇ろ（ねんごろ）
32. 麾（さしすばた）
33. 槊（すごろく）
34. 弋（いぐるみ）
35. 胄（ちすじ・よつぎ）[注釈 4]
36. 褻（ふだんぎ・はだぎ）
37. 稷（たおさ）
38. 林い（おおい）
39. 虱（しらみ）
40. 匕（さじ）

### 表外音
1. 反古（ほご）[2]
2. 外郎（ういろう）[2]
3. 器皿　(きべい)
4. 頃日　(けいじつ)
5. 鶴首　(かくしゅ)
6. 須臾　(しゅゆ)
7. 六書（りくしょ）
8. 懸瀬（けんらい）
9. 届路（かいろ）
10. 貫串（かんせん）
11. 大呂（たいりょ）
12. 刈除（がいじょ）
13. 茂茂（ぼうぼう）
14. 独鈷杵（とっこしょ）
15. 巨福山（こふくざん）
16. 平平（べんべん）

### 表外訓
1. 殿（しんがり）[2]
2. 匿う（かくまう）[2]
3. 集る（たかる）[2]
4. 麗か（うららか）[2]
5. 皇（すめらぎ、すめろぎ）[2]
6. 潮（うしお）[2]
7. 帝（みかど）
8. 邸（やしき）
9. 輩(やから)
10. 邪(よこしま)
11. 規（ぶんまわし）
12. 柵（しがらみ、なかま）
13. 戦ぐ（そよぐ）
14. 演う　(うたう、おこなう)
15. 玩ぶ　(もてあそぶ)
16. 遜る　(へりくだる)
17. 与る　(あずかる)
18. 準える　(なぞらえる)
19. 労う　(ねぎらう)
20. 屈む　(かがむ)
21. 濃やか　(こまやか)
22. 慮る　(おもんぱかる)
23. 敏い　(さとい)
24. 威す　(おどす)
25. 囚われる　(とらわれる)
26. 因む　(ちなむ)
27. 象る　(かたどる)
28. 潜る　(くぐる)
29. 戦く　(おののく)
30. 給う　(たまう)
31. 堆い　(うずたかい)
32. 愉しい　(たのしい)
33. 晩い　(おそい)
34. 質す　(ただす)
35. 徐に　(おもむろに)
36. 記す　(しるす)
37. 円か　(まどか)
38. 兆す　(きざす)
39. 強ち　(あながち)
40. 拉げる　(ひしゃげる)
41. 均す　(ならす)
42. 猛し　(たけし)
43. 拡がる　(ひろがる)
44. 約やか（つづまやか）
45. 若しも（もしも）
46. 瞬ぐ（まじろぐ）
47. 認める（したためる）
48. 徐に（おもむろに）
49. 戯れる（じゃれる）
50. 了う（しまう）
51. 序で（ついで）
52. 燥ぐ（はしゃぐ）
53. 戦慄く（わななく）
54. 頻り（しきり）
55. 凡そ（およそ）
56. 円やか（まろやか）
57. 宛も（あたかも）
58. 億る（おしはかる）
59. 挙って（こぞって）
60. 弄る（あなどる・いじくる・いじる・まさぐる）
61. 侍る（はべる）
62. 轄まる（とりしまる）
63. 租り（ちんがり）